# Kleiner Schlehen-Zipfelfalter
Der Kleine Schlehen-Zipfelfalter (Satyrium acaciae), auch Krüppelschlehen-Zipfelfalter oder Akazien-Zipfelfalter genannt, ist ein Schmetterling (Tagfalter) aus der Familie der Bläulinge (Lycaenidae).

## Beschreibung
Der Name kommt von der alten Bezeichnung der Schlehe als „echte Akazie“, mit den heute als Akazien bekannten Baumart hat der Falter nichts zu tun. 
Oberseits sind die Flügel dunkelgraubraun mit schwachen orangen Flecken im Analwinkel. Das Weibchen ist größer als das Männchen, die orangen Flecken sind deutlicher ausgeprägt. Auf der graubraunen Flügelunterseite fällt eine weiße, unterbrochene Linie in der Postdiskalregion auf, sowie eine nach oben auslaufende orange Submarginalbinde, in der unterhalb des namensgebenden Flügelfortsatzes, dem „Zipfel“, ein kleiner Silberfleck zu sehen ist. In der Diskal- und Basalregion finden sich keine Punkte oder Zeichnung, sondern lediglich eine schwache hellgraue Beschuppung. Der Kleine Schlehen-Zipfelfalter kann mit anderen Zipfelfaltern verwechselt werden, die Unterschiede sind jedoch eindeutig und lassen einen fotografischen Nachweis zu.

## Flugzeit
Satyrium acaciae ist einbrütig, d. h., er bringt nur eine Generation hervor, die von Juni bis Juli fliegt.

## Lebensraum
Trockene bis sehr trockene, warme Standorte mit reichlichen Vorkommen an  Krüppelschlehen. Die Art tritt häufig gemeinsam mit dem Segelfalter (Iphiclides podalirius) auf und hat ähnliche Ansprüche. Vor allem frisch verbuschende Magerrasen werden besiedelt.

## Lebensweise
Die Futterpflanze ist die Schlehdorn (Prunus spinosa). Die Eier überwintern mit Afterwolle bedeckt in den Astgabeln. Die Raupe frisst die Blätter und sitzt meist auf der Unterseite. Mit dem Abfallen der Blütenblätter ist sie erwachsen. Mit Erscheinen der Frühjahrsblätter verpuppt sich die Raupe. Die Falter saugen vor allem an weißen Blüten, z. B. an Schafgarbe (Achillea spec.) und Thymianen (Thymus spec.). 

## Verbreitung
Satyrium acaciae ist verbreitet von Spanien bis Südrussland. Nördlich kommt die Art bis 49° vor, in Deutschland und Polen bis 51° N. Stellenweise ist die Art stark gefährdet, da die durch Beweidung entstandenen Biotope verbuschen oder aufgeforstet werden.